# N-게이지
N-게이지(N-Gage, a pun on engage)는 2002년 11월 4일 발표하고 2003년 10월 7일에 출시된 노키아의 스마트폰 및 핸드헬드 게임 시스템이다. 심비안 OS v6.1의 오리지널 시리즈 60 플랫폼에서 구동된다. 원래의 개발 코드명은 스타십(Starship)이었다.

## 역사
2000년 즈음, 게이머들은 휴대 전화와 휴대용 게임기를 둘 다 휴대하는 일이 많아졌다. 노키아는 이들을 하나의 장치로 병합할 기회를 잡고 있었다. 노키아는 2002년 11월에 2개의 장치를 하나로 통합하는 장치인 N-게이지를 개발할 것이라고 발표했다. 케이블을 사용하지 않고 멀티플레이어 게이밍이 블루투스나 인터넷으로 동작하였다. (N-게이지 아레나 서비스를 통해) N-게이지는 또한 MP3와 리얼 오디오/비디오 재생, PDA와 같은 기능을 시스템에 포함하였다.

## 데모와 게임
| - Ashen - en:Asphalt Urban GT - en:Asphalt Urban GT 2 - 아타리 마스터피스 Vol. I - 아타리 마스터피스 Vol. II - Bomberman - 콜 오브 듀티 - 카탄의 개척자 - 문명 II - en:Colin McRae Rally 2005 - en:Crash Nitro Kart - en:FIFA Football 2004 - en:FIFA Football 2005 - Flo-Boarding (pack-in, Europe only) - en:Glimmerati - High Seize - King of Fighters EXTREME - Marcel Desailly Pro Soccer - Mile High Pinball - MLB Slam | - 모터사이클 그랑프리 - en:NCAA Football 2004 - ONE - Operation Shadow - Pandemonium - en:Pathway to Glory - en:Pathway to Glory: Ikusa Islands - Payload - en:Pocket Kingdom - 뿌요뿌요 - 퍼즐 보블 - 레이맨 3 - Red Faction - Requiem of Hell - Rifts: Promise of Power - Snakes - en:Sega Rally (Australia and Brazil only) - 소닉 어드밴스 - Spider-Man 2 - SSX: Out of Bounds | - Super Monkey Ball - 시스템 러시 - en:The Elder Scrolls Travels: Shadowkey - The Roots: Gates of Chaos - en:The Sims Bustin' Out - Tiger Woods PGA Tour 2004 - en:Tom Clancy's Ghost Recon: Jungle Storm - 톰 클랜시의 스플린터 셀: 혼돈 이론 - Tom Clancy's Splinter Cell: Team Stealth Action - 툼 레이더 - en:Tony Hawk's Pro Skater - 버추어캅 (Port for N-Gage planned but never released) - 버추어 테니스 - en:Warhammer 40,000: Glory in Death - en:Worms World Party - en:WWE Aftershock - en:Xanadu Next - en:X-Men Legends - en:X-Men Legends II: Rise of Apocalypse |

## 같이 보기
- 노키아 3300
- 노키아 5510
- 엑스페리아 플레이